# ياد مردخاي

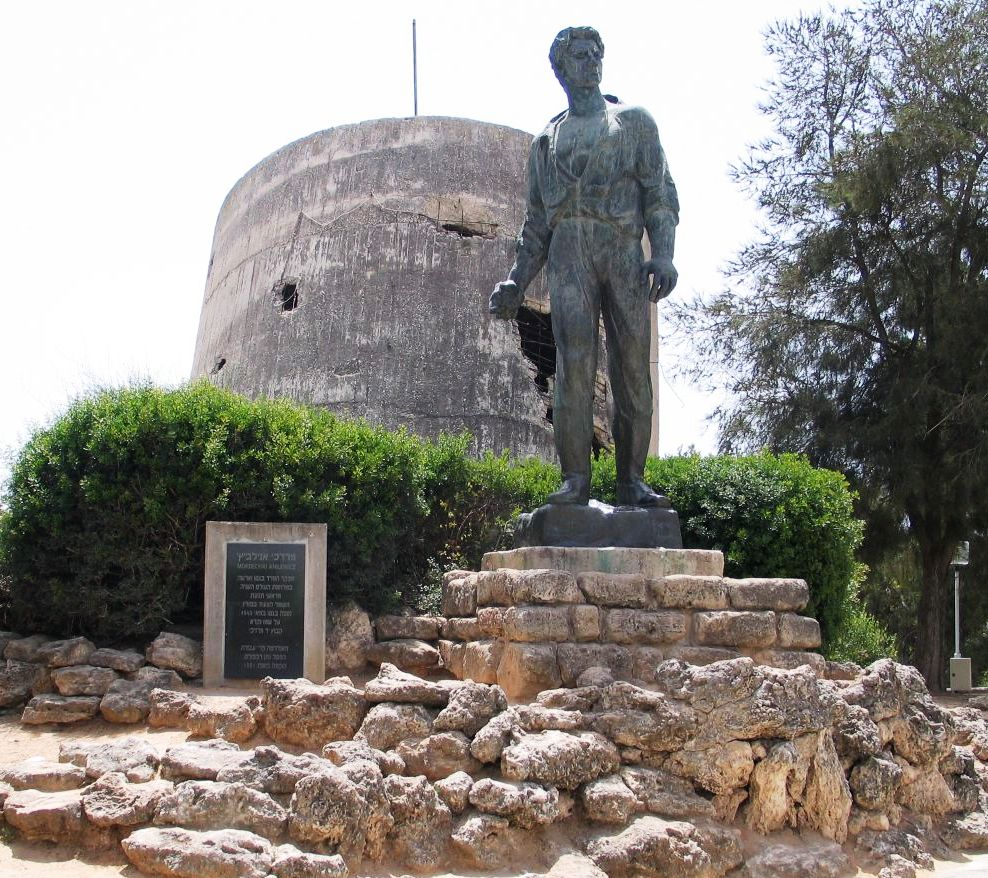
نصب مردخاي أنيليفيتش التذكاري

ياد مردخاي (بالعبرية: יַד מָרְדְּכַי، حرفيًّا ذِكْرَى مردخاي) (بالإنجليزية: Yad Mordechai) هي مُسْتَوْطَنَة إسرائيلية في جنوب فلسطين المحتلة على بعد 10 كم جنوب عسقلان على أراضي قرية هربيا العربية المُهجرة. تخضع اداريا إلى سلطة مجلس حوف عسقلان [الإنجليزية]. في عام 2019 كان عدد سكانها 737. 

## تاريخه

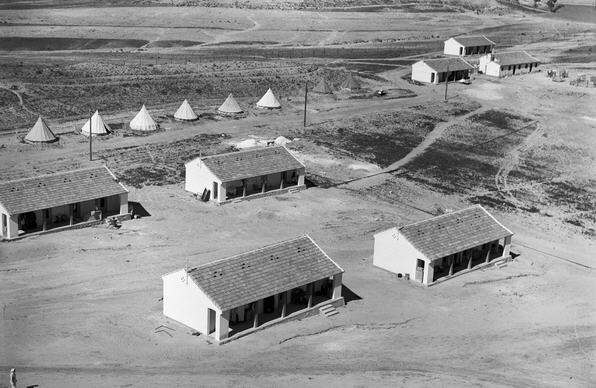
ياد مردخاي 1941

تأسست مستوطنة ياد مردخاي في عام 1936 من قبل أعضاء جماعة هاشومير هَتْسَعِير من بولندا ونظموا أنفسهم في البداية في كيبوتس تسمى ميتسبي يام بالقرب من مستوطنة نتانيا، والتي تأسست أيضًا في عام 1936. ومع ذلك، فإن المساحة المقدرة ب14 دونم المخصصة للمستوطنة لم تكن كافية لتطويرها. كجزء من مستوطنة النقب، انتقل المجتمع إلى موقعه بالقرب من عسقلان في ديسمبر 1943. تمت إعادة تسمية المستوطنة في ذكرى لمردخاي أنيليفيتش، الذي كان أول قائد لمنظمة القتال اليهودية في انتفاضة حي وارسو اليهودي. خلال الحرب العربية الإسرائيلية عام 1948، تعرضت المستوطنة لهجوم من مصر في معركة ياد مردخاي.
من بين العديد من النصب التذكارية للهولوكوست في إسرائيل، يحيي «متحف من المحرقة إلى الإحياء» بشكل خاص ذكرى المقاومة اليهودية ضد النازيين وكذلك معركة ياد مردخاي عام 1948. تمثال أنيليفيتش الذي رسمه ناثان رابوبورت  ممسكًا بقنبلة يدوية، بجوار برج المياه الذي دمره المصريون في مايو 1948، هو رمز معروف للمستوطنة. بعد عام 1948، توسع كيبوتس ياد مردخاي على أراضي قرية حريبيا الفلسطينية، التي أفرغها الإسرائيليون من سكانها خلال حرب 1948 بين العرب وإسرائيل.

## الجانب الاقتصادي
تم عقد شراكة بين منتجات مستوطنة ياد مردخاي للعسل والمربى وزيت الزيتون مع مجموعة ستراوس للأغذية. 

## الروابط الخارجية
- الموقع الرسمي باللغة العبرية
- موقع الويب «من المحرقة إلى متحف النهضة في كيبوتس ياد مردخاي»
- ياد مردخاي